# Brittany Kaiser
Brittany Nicole Kaiser (6 de noviembre de 1987, Houston) es la exdirectora de desarrollo de negocios de Cambridge Analytica, que colapsó luego de que se revelara que su uso indebido de los datos de Facebook tuvo un impacto potencial en la votación en el referéndum del Brexit del Reino Unido y las elecciones presidenciales estadounidenses de 2016. Kaiser testificó sobre su participación en el trabajo de Cambridge Analytica ante el Parlamento del Reino Unido y en privado ante la Investigación Mueller.